# 海军研究生院
海军研究生院（英語：Naval Postgraduate School）是美國海軍的公立研究生院，坐落在美国加利福尼亚州蒙特雷市。

## 历史

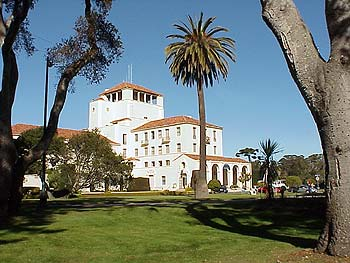
Herrmann Hall 學員生宿舍

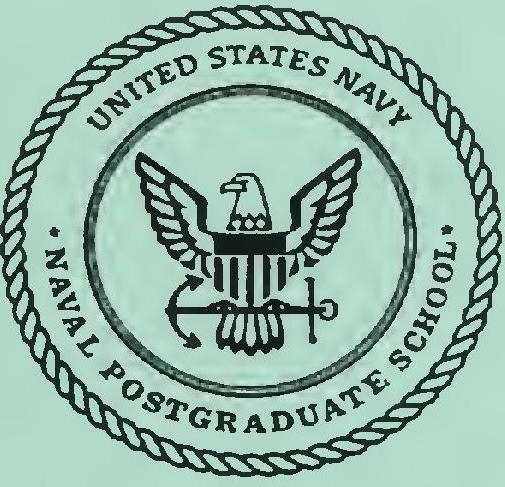
1997 art

海军研究生院由當時美國海軍部長1909年於馬里蘭州安纳波利斯建立，初期為一所輪機工程專門學校，由美国海军管理。海军研究生院授予硕士学位、博士学位和其他证书。

## 学科
海军研究生院有4所学校和12个院系。不同的学校和院系提供不同的博士和硕士学位：
- “国防管理研究生院”包括以下学术院系：

1. 采办管理
2. 企业管理
3. 财务管理
4. 管理层
5. 人力与经济
6. 业务和后勤管理

- “工程与应用科学研究生院”，包括：

1. 应用数学系
2. 电气及计算机工程系
3. 机械与航天工程系
4. 气象部
5. 海洋学系
6. 物理系
7. 系统工程部
8. 空间系统学术小组
9. 导航系统工程学院
10. 遥感中心（英语：Remote Sensing Center）
11. 航天器机器人实验室

- “运营与信息科学研究生院”包括位于格拉斯哥大厅的各院系：

1. 计算机科学
2. 防御分析
3. 信息科学
4. 运筹学

- “国际研究生院”，设有多个中心：

1. 国家安全事务学术计划
2. 国防资源管理研究所
3. 当代冲突中心
4. 军民关系中心
5. 稳定重建和研究中心
6. 领导能力发展和持续和平教育
7. 国际防务和采办资源管理
8. 国土防御与安全中心
9. 国际研究生项目办公室
10. 文化与冲突研究计划